# Ruta Provincial 56 (Buenos Aires)
La Ruta Provincial 56 es una carretera pavimentada de 62 km ubicada en el este de la Provincia de Buenos Aires, Argentina, que une el empalme con la Ruta Provincial 11 en el acceso a General Conesa y el empalme con la Ruta Provincial 74 en la ciudad de General Juan Madariaga.
Esta ruta es parte del camino más corto entre la Ciudad de Buenos Aires y las ciudades costeras de Pinamar y Villa Gesell, entre otras localidades balnearias, lo que genera gran tránsito en la temporada estival y en Semana Santa.
El 19 de septiembre de 1990 se firmó el acta de entrega de esta ruta, junto con otras rutas provinciales, al concesionario Caminos del Atlántico por un plazo de 15 años con opción a cinco años más. No hay cabinas de peaje sobre esta ruta.
Dentro del marco del Sistema Vial Integrado del Atlántico, integrado por las rutas 2, 11, 36, 56, 63, 74 y 88. Mediante esta red se accede a la gran mayoría de las localidades de la costa atlántica bonaerense.
a L

a empresa Autovía del Mar se hizo cargo de la zona de camino a partir del 1 de julio de 2011.
El 14 de noviembre de 2016 se anunció la construcción de la segunda mano, sin embargo tras dos años no se avanzó en la obra la empresa constructora se declaró en quiebra por falta de pago por parte del gobierno en septiembre de 2019, las obras se suspendieron y fueron despedidos los 300 trabajadores. Las obras se activaron en 2020. El 29 de julio de 2020 se anunció la reanudación de las obras, las cuales comenzaron en septiembre de 2020, esta vez con fecha prevista de finalización para julio de 2021. El 11 de agosto de 2021 Vialidad Nacional informó que la obra tiene un avance del 90%. La obra se terminó e inauguró oficialmente el 17 de diciembre de 2021.

## Localidades

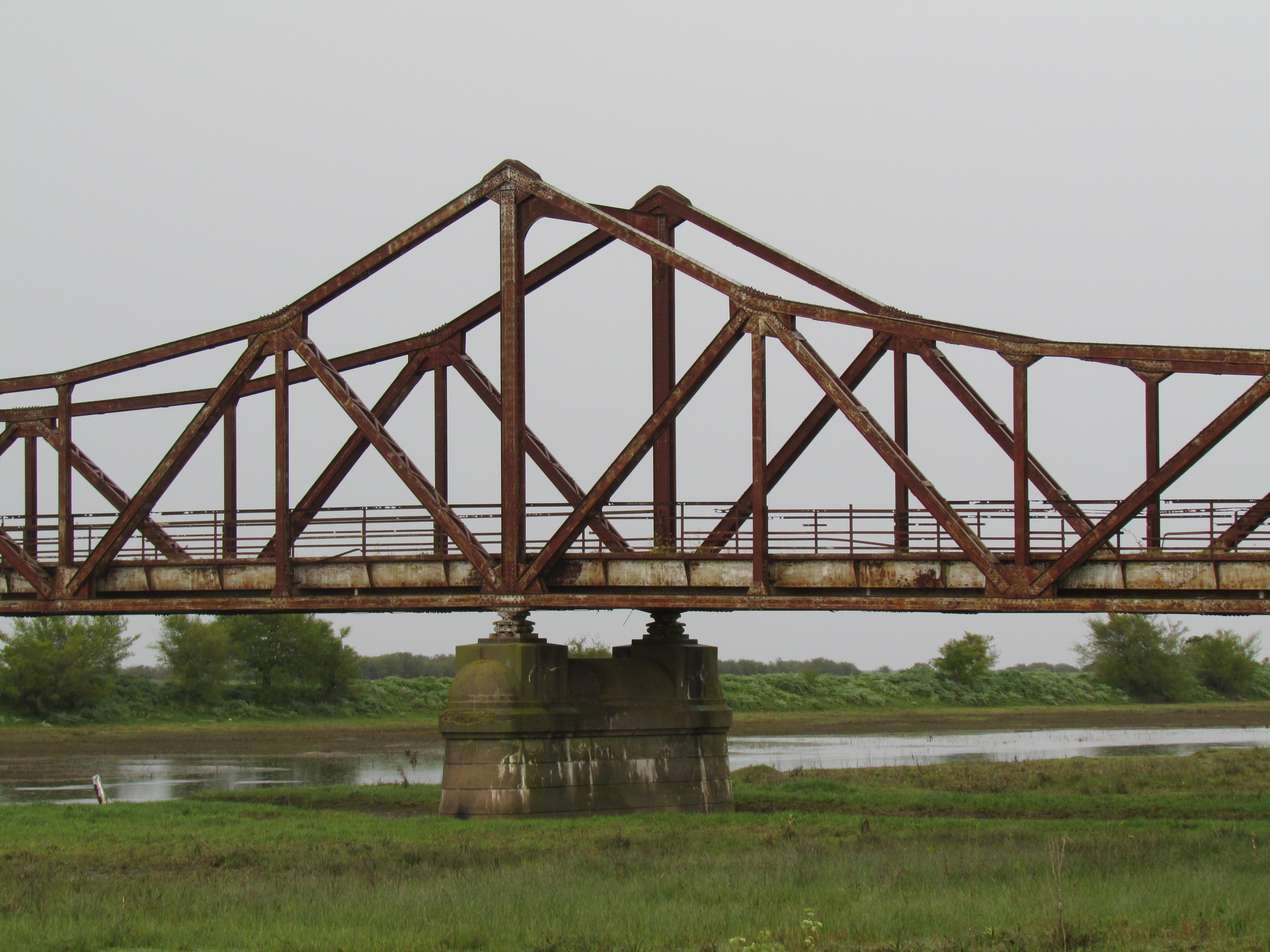
Detalle del antiguo puente RP56 sobre el Canal 2

Las ciudades y pueblos por los que pasa esta ruta de norte a sur son:
- Partido de Tordillo (kilómetro 0-11): General Conesa (kilómetro 0).
- Partido de General Lavalle (km 11-28): no hay localidades.
- Partido de Maipú (km 28-35): no hay localidades
- Partido de General Madariaga (km 35-62): General Juan Madariaga (km 61).

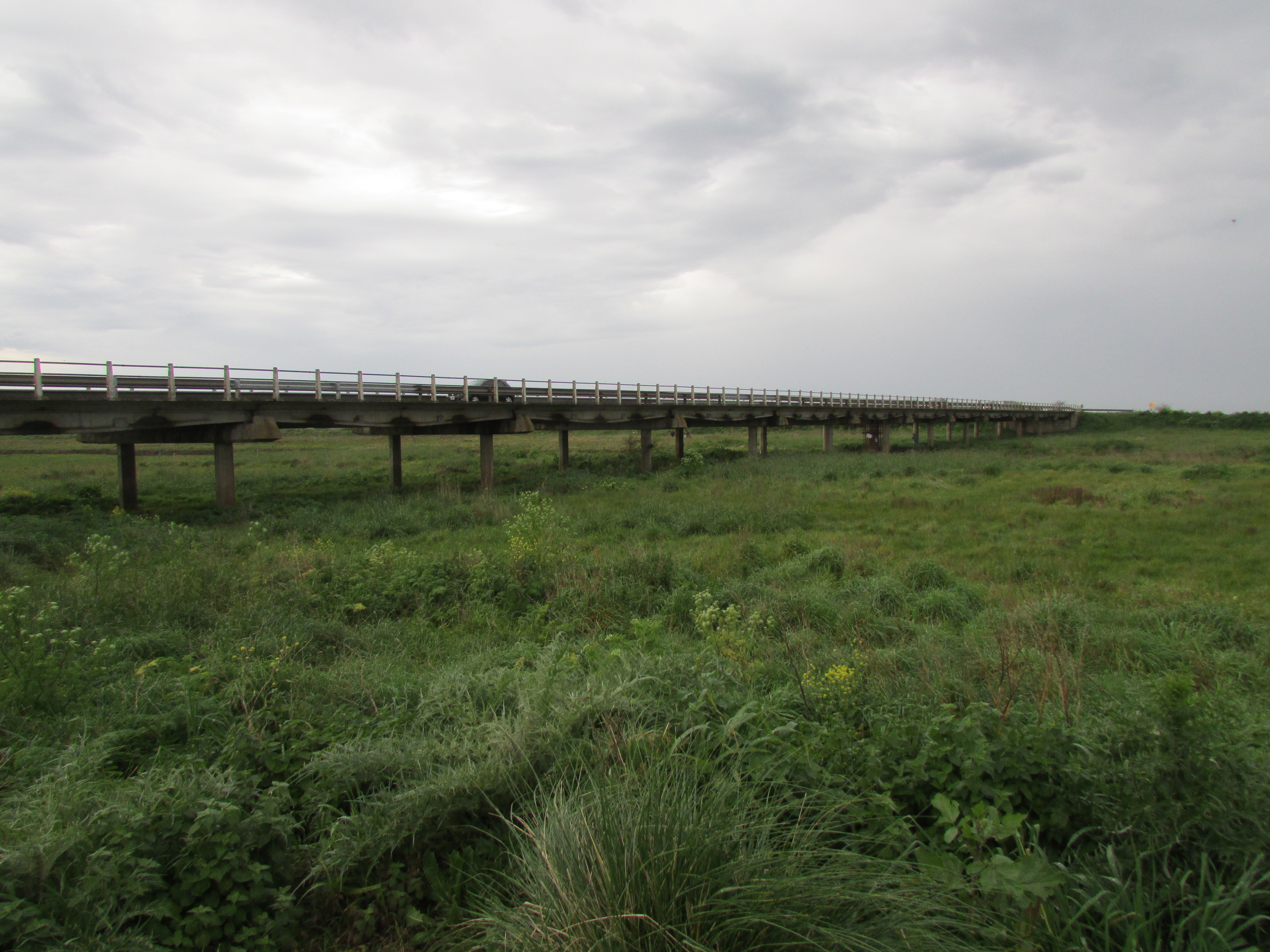
Puente de la RP56 sobre el Canal 2

## Recorrido
|  | RM |

|  | MWNODEr | RMq |

|  | RM |

| WASSERq | RMoW2 | WASSERq |

|  | RM |

| WASSERq | RMoW2 | WASSERq |

| WASSERq | RMoW2 | WASSERq |

| WASSERq | RMoW2 | WASSERq |

|  | RM |

| WASSERq | RMoW2 | WASSERq |

|  | RM |

| exSTRq | ABZgr+r |  |

| STRq | MWNODE | RMq |

|  | CONTf |